# Mesochorus altissimus
Mesochorus altissimus là một loài tò vò trong họ Ichneumonidae.